# Dicranella osculatiana
Dicranella osculatiana là một loài rêu trong họ Dicranaceae. Loài này được De Not. mô tả khoa học đầu tiên năm 1859.